# Ramón Pereira Segura
Ramón Pereira Segura   (Barcelona, 16 de gener de 1980) és un guionista de còmic i poeta català. Amb motiu del 75è aniversari de la mort de Miguel Hernández es va reeditar una edició revisada i ampliada de la seva biografia La voz que no cesa, realitzada quatre anys abans per Ramón Pereira i el dibuixant Ramón Boldú.
Va ser membre de l'Associació d'Autors de Còmic d'Espanya (AACE). El 2020, junt amb altres dos autors, va fer per a l'AACE una historieta per a il·lustrar la campanya «Per a un estatut de l'artista».

## Obra publicada
- Hachís (Poesia 2005-2011) (Aude Legere, 2012)
- La voz que no cesa (Astiberri, 2017)[7]
- «El meu besavi sense tomba», amb l'il·lustrador Toni Benages, dins de Vinyetari 4 (Editorial Finestres, 2024)[8]
- Aigua i foc (Vida de Joan Salvat-Papasseit), amb el dibuixant Israel Parada, (Trilita, 2025)[9]